# Matarraque
Matarraque é um bairro pertencente à freguesia de São Domingos de Rana, concelho de Cascais.

## Equipamentos
- Escola Básica 2+3 Matilde Rosa Araújo - escola básica do 2º e 3º ciclo e secundário de escolaridade edificada em Matarraque, obteve a actual denominação fruto da homenagem feita à escritora portuguesa Matilde Rosa Araújo na década de 90, tendo a deslocação da própria escritora à escola para o acto da homenagem.
- Mercado de São Domingos de Rana